# Verzorgingsplaats Pratteln
De Verzorgingsplaats Pratteln is een verzorgingsplaats in Zwitserland aan de A2/A3 enkele kilometers ten oosten van Basel ter hoogte van Pratteln. De ook wel Tor zur Schweiz genoemde verzorgingsplaats wordt dagelijks door 115.000 voertuigen gepasseerd en jaarlijks door ongeveer 3 miljoen voertuigen gebruikt.
Dominant aanwezig is de 100 m lange overbrugging van de, hier zesstrooks, autosnelweg. Aan beide kopkanten is een restaurant gevestigd terwijl in de rest van de brug winkels gevestigd zijn. De 15 zaken hebben een gezamenlijk winkeloppervlak van 1850 m² en maakt sinds de renovatie in 2000 onderdeel uit van de Italiaanse restaurantketen Autogrill. De vormgeving volgens de Soft-Edge-Esthetica geldt als typerend voor de jaren 70 van de twintigste eeuw.

## Architectuur

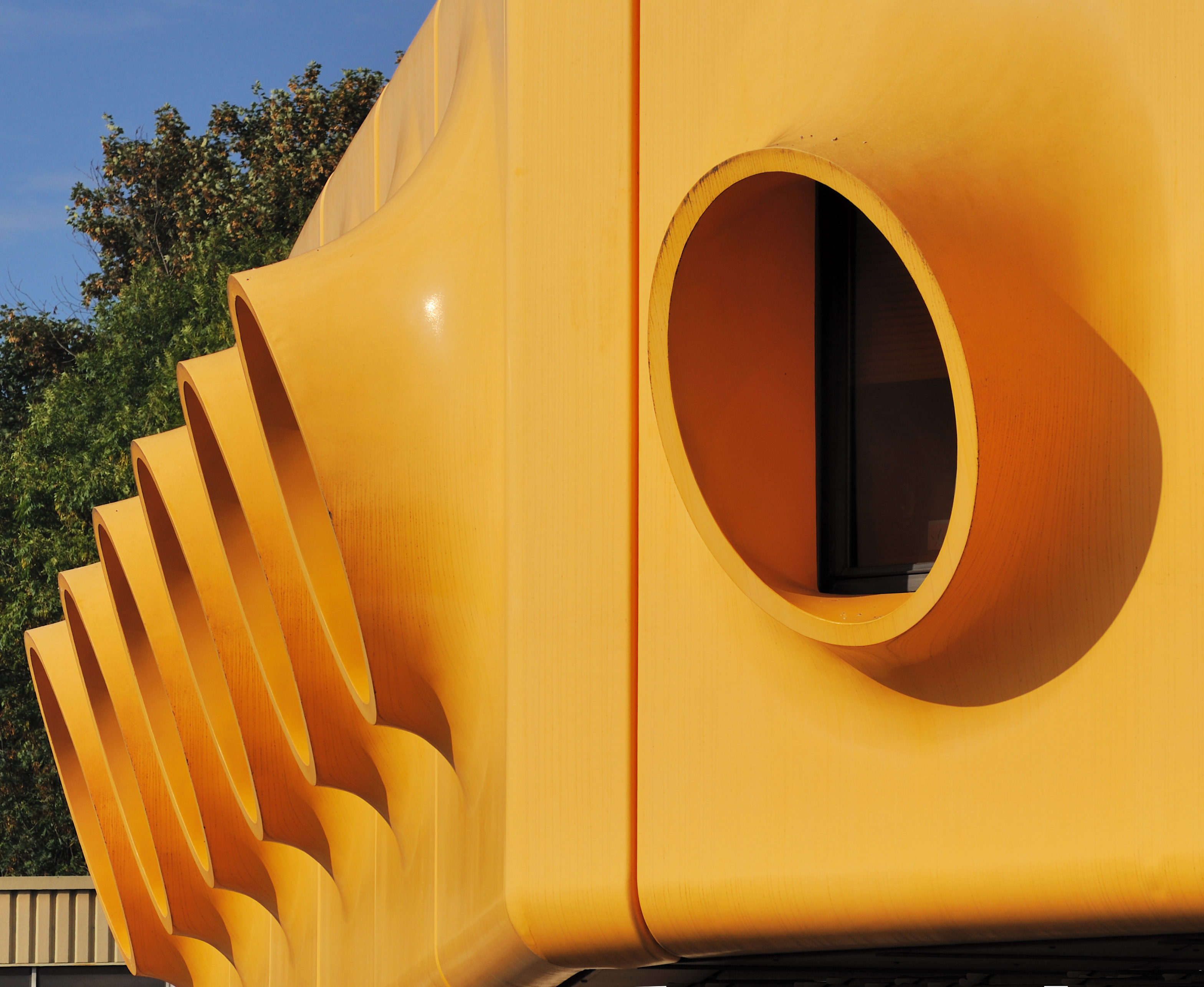
Detail van de gevel

Het brugrestaurant werd door het Baselse architectenbureau Casoni & Casoni ontworpen en op 26 oktober 1978 als verzorgingsplaats Windrose in gebruik genomen. De bouwvergunning werd al in 1972 door de regering van Basel-Landschaft afgegeven maar de oliecrisis van 1973/74 vertraagde het project.
De brug is van beide zijden via twee toegangsgebouwen bij de twee parkeerplaatsen bereikbaar.
Markant onderdeel is de grote patrijspoort aan beide zijden in het midden van de brug. De beide brugeinden hebben aan elk van de drie kanten negen kleinere patrijspoorten. De in totaal 56 patrijspoorten zijn in de gevelbekleding opgenomen en steken door hun gewelfde vorm naar buiten.
Het deel boven de autosnelweg bestaat uit twee overspanningen. De 98 wand en acht hoekelementen van de gevel zijn van kunststof met een plaatdikte van tussen de 6 en 8 mm. De gevelplaten bestaan uit glasvezelversterkt polyester en zijn met de hand gemaakt door afwisselend een laag glasvezel en een laag polyesterhars op een vorm aan te brengen tot de gewenste dikte was bereikt. Oorspronkelijk zijn, geheel in stijl van de jaren 70 van de twintigste eeuw, de kleuren oranje en bruin gebruikt, maar bij de renovatie in 2000 koos kunstenaar Jorge Pardo voor de huidige gele kleur. De gebruikte techniek om de oppervlaktekleur van polyester te veranderen is ook toegepast op de polyesterkoeien in het Mystery Park te Interlaken.

## Weblinks
- Medienmitteilung von Autogrill: Mehr als eine Autobahnraststätte – 30 Jahre Shoppingbrücke Pratteln (pdf; 1,84 MB)
- Deutsche Bauzeitung, 9. April 2006: Fassadenverkleidung der Autobahnraststätte Pratteln